# 塩田倫
塩田 倫（しおだ りん、1979年12月29日 - ）は、日本の女性モデル。東京都出身。血液型B型。スリーサイズ、B82 W59 H86。ジャングル所属。しおだ凛、しおだ倫の名義で活動していたこともある。

## 出演

### CM
- ジェイフォン　企業CM『早くおいで篇』『カルビ残業焼肉編』（2002年）
- ちふれ化粧品　『飛び出す絵本篇』　（2005年11月 - ）